# Автошлях Т 1035
Автошлях Т 1035 — автомобільний шлях територіального значення в Київській області. Проходить територією Вишгородського району Київської області від автошляху Р02 і станції «Вільча» до контрольно-пропускного пункт «Вільча — Олександрівка» на українсько-білоруському кордоні. Загальна довжина — 17,9 км.